# Oberlin (Luizjana)
Oberlin – miasto w Stanach Zjednoczonych, w stanie Luizjana, w parafii Allen.